# 長見賢司
長見 賢司（ながみ けんじ、1972年5月5日 - ）は、兵庫県伊丹市出身の元プロ野球選手（外野手）。

## 来歴・人物
伊丹西高では投手を務め、潜在能力を高く評価され1990年のプロ野球ドラフト会議で西武ライオンズから1位指名を受け入団。148キロの速球とカーブ、フォークが武器の投手だった。
しかし、4年間結果を残せずにプロ5年目の1995年から外野手に転向する。しかし、野手としても一軍出場を果たせず、一軍未出場のまま1997年キャンプ入り前にデニー友利と交換トレードで横浜ベイスターズへ移籍する。移籍1年目は一軍初出場を含む6試合に出場してプロ入り初安打も記録したが、変化球への弱さがアダとなり、翌1998年から3年間は再び一軍出場なしに終わり、2000年限りで現役を引退した。
2005年には西武ライオンズファン感謝の集いで行われた髙木大成の引退試合に出場し、西武応援団の手で応援歌が流された。
2006年、社会人野球のクラブチームである一球幸魂倶楽部でコーチ兼外野手として入部。2年間在籍した。
その後は埼玉県内で不動産会社を経営しながら、全日高ボーイズの監督を務めていた。
2019年、SUNホールディングス硬式野球部のヘッドコーチに就任。

## 詳細情報

### 年度別打撃成績
| 年 度     | 球 団     | 試 合 | 打 席 | 打 数 | 得 点 | 安 打 | 二 塁 打 | 三 塁 打 | 本 塁 打 | 塁 打 | 打 点 | 盗 塁 | 盗 塁 死 | 犠 打 | 犠 飛 | 四 球 | 敬 遠 | 死 球 | 三 振 | 併 殺 打 | 打 率 | 出 塁 率 | 長 打 率 | O P S |
| --------- | --------- | ----- | ----- | ----- | ----- | ----- | -------- | -------- | -------- | ----- | ----- | ----- | -------- | ----- | ----- | ----- | ----- | ----- | ----- | -------- | ----- | -------- | -------- | ----- |
| 1997      | 横浜      | 6     | 11    | 11    | 1     | 2     | 1        | 0        | 0        | 3     | 0     | 0     | 0        | 0     | 0     | 0     | 0     | 0     | 3     | 0        | .182  | .182     | .273     | .455  |
| 通算：1年 | 通算：1年 | 6     | 11    | 11    | 1     | 2     | 1        | 0        | 0        | 3     | 0     | 0     | 0        | 0     | 0     | 0     | 0     | 0     | 3     | 0        | .182  | .182     | .273     | .455  |

### 記録
- 初出場：1997年10月3日 対阪神タイガース24回戦（阪神甲子園球場）、9回表に井上純の代打出場も田村勤の前に凡退
- 初先発出場：1997年10月6日 対中日ドラゴンズ26回戦（横浜スタジアム）、8番・左翼手
- 初安打：同上、山本昌から二塁打

### 背番号
- 15 （1991年 - 1993年）
- 36 （1994年 - 1996年）
- 44 （1997年 - 2000年）